# Villa Hergl (Kadaň)
Villa Hergl (čp. 970) je vilový dům v Kadani. Nachází se v Klášterecké ulici (dříve Vernéřovská) v předměstské vilové čtvrti dříve známé jako čtvrť Svatovojtěšská. Projekt vily navrhl roku 1934 kadaňský vilový architekt a stavitel Paul Peter na objednávku Eduarda Hergla, kadaňského starosty. Stavební práce byly dokončeny v roce 1934.

## Výstavba
Projekt modernistické Villy Hergl vznikl na objednávku Eduarda Hergla, pro kterého jej vyhotovil Paul Peter, kadaňský architekt, stavitel a pokračovatel svého otce Josefa Petera, významného kadaňského vilového architekta, stavitele a majitele stavební firmy, autora nejstarších kadaňských vil z konce 19. století. Stavební povolení bylo vystaveno v březnu 1934 a už v září téhož roku se v novostavbě sešla kolaudační komise pod vedením tehdejšího kadaňského místostarosty Rudolfa Müllera. Komise sice konstatovala, že oproti schválenému projektu byly v budově zřízeny navíc dva balkony v zadním traktu směrem do zahrady a okno na schodiště, neshledala však tyto změny jako problém a novou Villu Hergl schválila jako obyvatelnou. Eduard Hergl se do své vily nastěhoval ihned po úřední kolaudaci ještě v průběhu září 1934.

## Majitelé
Stavebníkem a prvním majitelem Villy Hergl byl Eduard Hergl. Narodil se v Kadani roku 1862. Poté, co v roce 1880 úspěšně odmaturoval na gymnáziu v Chomutově, nepokračoval studiem na univerzitě, ale věnoval se rodinnému hospodářství a správě nemovitostí na Kadaňsku. Jako významný a movitý statkář se také záhy začal angažovat v místní komunální politice. Roku 1894 se v Praze oženil s Wilhelmine (*1864), rozenou Porsch, pocházející z Mladějova u Mašťova.
Počátkem 20. století se Eduard Hergl stal v Kadani městským radním a roku 1903 patřil ke skupině významných kadaňských osobností politického a kulturního života, která stála za založením Spolku přátel muzea v Kadani. Nejpozději roku 1917 je pak Eduard Hergl doložen jako kadaňský starosta.
Když došlo koncem roku 1918 k rozpadu Rakouska-Uherska, deklaroval Hergl loajalitu Kadaně vůči nově zřízené rakouské provincii Deutschböhmen. O Vánocích 1918 pak protestoval proti obsazení Kadaně českým vojskem a žádal o odstranění červenobílé české vlajky z budovy radnice. Dne 4. března 1919 došlo v Kadani k tragické události, když při nešťastném zásahu české armády přišlo o život téměř třicet německých obyvatel města. Právě Eduard Hergl, jako starosta města, se později zasloužil o politickou konsolidaci napjaté situace mezi Čechy a Němci v Kadani. Dne 31. srpna 1919 například jednal na kadaňském okresním hejtmanství s tehdejším československým předsedou vlády Vlastimilem Tusarem, aby pomohl uklidnit situaci na Kadaňsku. Starostou města zůstal Hergl s krátkou přestávkou až do roku 1931, kdy se pod tlakem hospodářské krize začaly opět hroutit také česko-německé v československém pohraničí.
Manželé Eduard a Wilhelmine Herglovi měli dvě děti. Roku 1897 se jim narodil syn Eduard a roku 1901 dcera Elisabeth. Eduard absolvoval kadaňské gymnázium a v letech 1916 až 1921 studoval na Právnické fakultě německé Karlo-Ferdinandovy univerzity v Praze. Promoval u prof. Ludwiga Spiegela, významného právního teoretika a historika. Po studiích působil JUDr. Eduard Hergl jako bankovní právník, od roku 1938 žil střídavě v Kadani a Praze, kam také v roce 1941 trvale přesídlil. Ještě v roce 1939 zemřela jeho matka Wilhelmine a nedlouho po její smrti zesnul i jeho otec Eduard. Villa Hergl byla po skončení Druhé světové války roku 1945 rodině zkonfiskována obnovenými československými úřady.